# ProtoStar
ProtoStar war ein Satellitenbetreiber mit Sitz auf Bermuda. Das Unternehmen startete zwei Fernsehsatelliten (ProtoStar 1 und ProtoStar 2), die Indien und Südostasien versorgten. Im Juni 2009 meldete das Unternehmen Konkurs an.

## Firmenstruktur
Ziel des Unternehmens war es, die Übertragungskapazitäten von eigenen geostationären Satelliten an Fernsehsender zu vermieten. Zielgebiet waren die aufstrebenden Märkte von Indien und Südostasien. Vorsitzender des Unternehmens war Philip Father. Ursprünglich ging die Planung von drei Satelliten aus. Hauptkunde für die Übertragungskanäle waren Agrani aus Indien und Indovision aus Indonesien.
ProtoStar Ltd. hatte folgende Tochterfirmen:
- ProtoStar I Ltd.
- ProtoStar II Ltd.
- ProtoStar Satellite Systems, Inc. (PSS)
- ProtoStar Development Ltd. (PSD)
- ProtoStar Asia Pte. Ltd. (PSA)

Die Tochterfirma PSS hatte ihren Sitz in San Francisco, PSA in Singapur, alle anderen Firmen in Bermuda.

## Erster Satellit
Im Gegensatz zu den Mitbewerbern setzte ProtoStar auf Satelliten, deren Produktion bereits begonnen wurde, die aber nicht fertiggestellt worden waren. Auf diese Weise gelang es der Firma, dem chinesischen Betreiber Chinasat einen Satelliten abzukaufen, der vom US-Hersteller Space Systems/Loral ab 1997 gefertigt worden war, aber wegen fehlender Exporterlaubnis nicht in China gestartet werden konnte und bei Loral eingelagert war. Ab Januar 2007 modifizierte Loral den Satelliten gemäß den Anforderungen von ProtoStar.
Der Start von ProtoStar 1 erfolgte am 7. Juli 2008 vom Centre Spatial Guyanais durch die Firma Arianespace. Der Satellit wurde auf 98,5° Ost stationiert.

## Zweiter Satellit
Auch beim zweiten Satelliten konnte ProtoStar auf ein Exemplar zugreifen, das für einen anderen Betreiber konzipiert wurde: Am 14. Januar 2008 gab Boeing Satellite Systems bekannt, dass die Firma den Satelliten ProtoStar 2 für ProtoStar bauen würde. Es handelte sich dabei um den fast fertiggestellten Galaxy 8iR, der ursprünglich von PanAmSat bestellt worden war, dessen Auftrag aber storniert war. Nun wurde der Satellit für ProtoStar modifiziert.
Wie schon bei ProtoSat 1 wurde die Leitstelle für ProtoStar 2 von der Firma Integral Systems entworfen und installiert.
ProtoStar 2 wurde am 16. Mai 2009 von einer Proton-Trägerrakete gestartet und in eine geostationäre Position über Indien bei 107,7 Grad Ost gebracht. Von dort aus versorgte er Indonesien, Indien, die Philippinen und Taiwan mit Satellitenfernsehen. Die S-Band-Transponder wurden dabei an die indonesische Firma Indovision vermietet. Aus diesem Grund wurde der Satellit auch Indostar 2 oder Cakrawarta 2 genannt.

## Konkurs
Schon vor dem Start von ProtoStar 1 hatte es politische Schwierigkeiten gegeben. Als private Firma brauchte ProtoStar für den Betrieb eines Satelliten eine nationale Regulierungsbehörde für die Aufsicht. Hierzu erklärte sich Singapur bereit. Die Regierungen der Volksrepublik China und der Vereinigten Arabischen Emirate äußerten technische Bedenken gegenüber ProtoStar 1 und beklagten mangelnde Koordination.
Nachdem Singapur seine Zuständigkeit zurückgezogen hatte, war ProtoStar 1 kurzzeitig offiziell ohne nationale Aufsichtsbehörde, bis im September 2008 ein Vertrag mit der internationalen Organisation Intersputnik bekannt gegeben wurde, dessen Mitgliedsstaat Belarus ebenfalls Rechte an dieser Orbitalposition hatte.
Anfang April 2009 kündigte zuerst der Hauptpartner Agrani seinen Vertrag mit ProtoStar, dann widerrief Intersputnik die Sendegenehmigung, weil ProtoStar 1 andere Satelliten störe. ProtoStar bestritt sowohl die Wirksamkeit der Kündigung als auch die Störungen, musste den Satelliten aber abschalten, so dass die Firma keine Einnahmen mehr hatte. Zwar konnte der Satellit ProtoStar 2 im Juni 2009 noch in Betrieb genommen werden, aber ProtoStar musste am 29. Juni 2009 Konkurs anmelden.
ProtoStar hatte zum Zeitpunkt des Konkurs etwa 100 Gläubiger, vor allem Philippine Telephone mit 27,5 Millionen US-Dollar und Agrani mit 8,1 Millionen US-Dollar, daneben auch noch International Launch Services, Boeing Satellite Systems, Indostar und Arianespace.
Als Teil der Konkursmasse wurden die beiden funktionsfähigen Satelliten versteigert. ProtoStar 1 ging am 31. Oktober 2009 für 210 Millionen US-Dollar an den Betreiber Intelsat, der Eutelsat und neun weitere Mitbewerber überboten hatte. Der Satellit wurde in Intelsat 25 umbenannt und auf 31,5° West über den Atlantischen Ozean platziert.
In einer weiteren Auktion sicherte sich am 16. Dezember 2009 SES für 185 Millionen US-Dollar den Satelliten ProtoStar 2. Dieser wurde in SES-7 umbenannt, auf 108,2° Ost platziert und in das Netz von SES World Skies integriert. Die S-Band-Transponder blieben dabei an Indovision vermietet.
Die Firma ProtoStar Ltd. stellte am 21. Oktober 2010 ihren Betrieb ein.

## Joint Venture auf den Bermudas
Am 2. Oktober 2008, nachdem ProtoStar 1 in kommerziellen Betrieb gegangen war, gründeten die Firmen ProtoStar und Kiskadee Communications, dessen Sitz ebenfalls auf Bermuda war, ein Joint Venture mit dem Namen ProtoStar Kiskadee. Ziel war, eine lukrative Satellitenposition zu nutzen, die die ITU Bermuda zugewiesen hatte, und wofür Kiskadee ein exklusives Nutzungsrecht hatte. Da ProtoStar jedoch in Konkurs ging, verlor Kiskadee im Juni 2010 die Möglichkeit, diese Satellitenposition zu nutzen. Nachdem die Firma ProtoStar erloschen war, verklagte Kiskadee Anfang 2011 den ehemaligen Vorsitzenden Philip Father und den ehemaligen Technischen Leiter Eugene Cacciamani auf 18,25 Millionen US-Dollar Schadensersatz. Man warf ihnen vor, ProtoStars finanzielle Situation verschwiegen zu haben, obwohl ihnen klar gewesen sein müsse, dass es unmöglich war, dass das Joint Venture diese einmalige Möglichkeit hätte nutzen können. Die Klage wurde im März 2012 abgewiesen.